# Моноацилглицероллипаза
Моноацилглицероллипаза, также известная как МАГ липаза, ацилглицероллипаза, МАГЛ, МГЛ или МГЛЛ является ферментом, который, в организме человека, кодируются геном Mgll. МГЛ является 33-кДа мембраносвязанным членом суперсемейства сериновых гидролаз и содержит классическую консенсусную последовательность GXSXG, общую для большинства сериновых гидролаз. Каталитическая триада фермента идентифицирована как Ser122, His269 и Asp239.

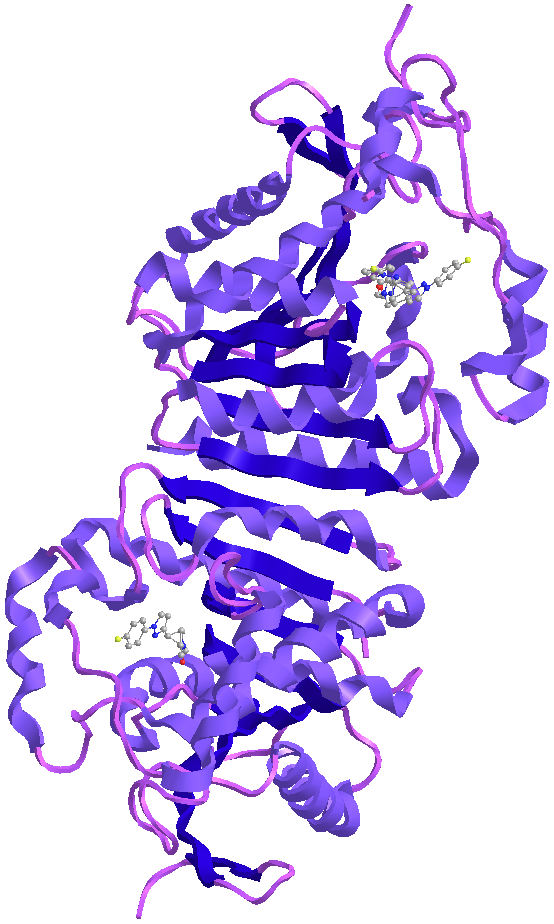
Моноацилглицероллипаза человека

## Функция
Моноацилглицероллипаза катализирует химическую реакцию, в которой молекулы воды разрушают моноэфиры глицерина и длинноцепочечной жирной кислоты. Она функционирует вместе с гормон-чувствительной липазой, гидролизуя внутриклеточные запасы триглицеридов в адипоцитах и других клетках до жирных кислот и глицерина. МГЛ может также дополнять липопротеинлипазу (ЛПЛ) в завершении гидролиза моноглицеридов, возникающего в результате разложения триглицеридов липопротеинов.
Моноацилглицероллипаза является ключевым ферментом в гидролизе эндоканнабиноида 2-арахидоноилглицерина (2-AG). Он превращает моноацилглицерины в свободные жирные кислоты и глицерин. Вклад МГЛ в общую активность гидролиза 2-АГ мозга оценивается в ~ 85 % (ABHD6 и ABHD12 отвечают за ~ 4 % и ~ 9 %, соответственно, оставшейся части), и это оценка in vitro была подтверждена in vivo селективным ингибитором МГЛ JZL184. Хроническая инактивация МГЛ приводит к массивному (>10-кратному) повышению уровня 2-АГ в мозге у мышей, наряду с выраженной компенсаторной понижающей регуляцией рецепторов CB1 в селективных областях мозга.

## Ингибиторы
Ингибиторы фермента MAGL (URB602, URB754, JZL184) вызывают у мышей каннабиноидные поведенческие эффекты.
Дополнительные примеры включают:
1. KML-29
2. JZL195
3. JNJ-42165279
4. JW 642

## Дальнейшее чтение
- Simultaneous purification and comparative characterization of six serine hydrolases from rat liver microsomes. Arch. Biochem. Biophys. 200 (2): 547–59. 1980. doi:10.1016/0003-9861(80)90386-0. PMID 6776896.
- A study of a monoglyceride-hydrolyzing enzyme of intestinal mucosa. J. Biol. Chem. 241 (10): 2306–10. 1966. doi:10.1016/S0021-9258(18)96621-4. PMID 5916497.